# Maladie professionnelle provoquée par des enzymes
Pour la protéine en général, voir Enzyme.
Cet article recense les critères administratifs pour qu'une affection provoquée par les enzymes soit reconnue comme maladie professionnelle. Ce sujet, relevant du domaine de la législation sur la protection sociale, a un caractère davantage juridique que médical.

## Législation en France
| Fiche Maladie professionnelle | Fiche Maladie professionnelle | Fiche Maladie professionnelle |
| Ce tableau définit les critères à prendre en compte pour qu'une affection provoquée par les enzymes soit prise en charge au titre de la maladie professionnelle | Ce tableau définit les critères à prendre en compte pour qu'une affection provoquée par les enzymes soit prise en charge au titre de la maladie professionnelle | Ce tableau définit les critères à prendre en compte pour qu'une affection provoquée par les enzymes soit prise en charge au titre de la maladie professionnelle                                      |
| Régime Général. Date de création : 23 février 1973 | Régime Général. Date de création : 23 février 1973 | Régime Général. Date de création : 23 février 1973 |
| Tableau No 63 RG | Tableau No 63 RG | Tableau No 63 RG |
| Affections professionnelles provoquées par les enzymes | Affections professionnelles provoquées par les enzymes | Affections professionnelles provoquées par les enzymes |
| --- | --- | --- |
| Désignation des Maladies | Délai de prise en charge | Liste indicative des principaux travaux susceptibles de provoquer ces maladies |
| Dermites eczématiformes récidivant en cas de nouvelle exposition au risque ou confirmées par un test épicutané                                                  | 15 jours | Préparation, manipulation, emploi des enzymes et des produits en renfermant |
| Ulcérations cutanées | 7 jours | Extraction et purification des enzymes d'origine animale (trypsine), végétale (broméline, papaïne, ficine), bactérienne et fongique (préparés à partir de bacillus subtilis et d'aspergillus oryzae) |
| Conjonctivite aiguë bilatérale récidivant en cas de nouvelle exposition ou confirmée par un test                                                                | 7 jours | Fabrication et conditionnement de détergents renfermant des enzymes |
| Rhinite récidivant en cas de nouvelle exposition au risque ou confirmée par test                                                                                | 7 jours | |
| Asthme objectivé par explorations fonctionnelles respiratoires récidivant en cas de nouvelle exposition au risque ou confirmé par test                          | 7 jours | |
| Date de mise à jour : 11 février 2003 | | |

### Sources spécifiques
- (fr) Tableau no 63 des maladies professionnelles du régime général

### Sources générales
- (fr) Tableaux du régime général sur le site de l’AIMT
- (fr) Tous les tableaux du régime général
- (fr) Tous les tableaux du régime agricole
- (fr) Guide des maladies professionnelles sur le site de l'INRS

### Législation
- (fr) Liste française des maladies à caractère professionnel
- (fr) Liste européenne des maladies professionnelles
- (fr) Liste sénégalaise des maladies professionnelles
- (fr) Liste tunisiennes des maladies professionnelles